# 西村大志
西村 大志（にしむら ふとし）は、映画プロデューサー、映像プロデューサー、ディレクター、制作会社ゴファン・ピクチャーズの代表である。
高知県生まれ。東京大学法学部卒業。
2000年に有限会社ゴファン・ピクチャーズを設立し代表取締役となる。

## 人物
東京大学卒業後、1990年丸紅株式会社に入社、総合開発部／情報産業事業部（当時）を経て、退社後の1993年株式会社セディックにプロデューサー契約で入社、オリジナルビデオ（東映Vシネマ）や劇場用アニメーション映画「ストリートファイターII」等の制作に携わる。
その後、株式会社セディックの映画部長であった中沢敏明が元東北新社取締役だった伊藤満と設立した株式会社タイムズイン（1995年 - 1997年）、中沢氏が新たに設立した株式会社セディックインターナショナル（1997年 - 2001年）において、劇場用実写映画（『岸和田少年愚連隊』シリーズ・『アンドロメディア』『双生児』etc.）のほか、TV番組やオリジナルビデオなど多数の映像作品の企画・プロデュースに関わる。
株式会社セディックインターナショナルにプロデューサーとして在籍する一方、2000年6月に有限会社ゴファン・ピクチャーズ設立。
2001年セディックインターナショナルを離れて松竹株式会社・映像事業部に在籍、当時勃興期にあったDVDの商品企画・制作・販促を主業務とし、平均して毎月2－3タイトルを手掛ける。
DVDのリリースを中心とした映像制作に携わる傍ら、映画・映像コンテンツのプロデュースも手掛け、アニメシリーズ『GANTZ』や6作品オムニバス『楳図かずお恐怖劇場』などに企画段階から参画し、作品本編製作からDVD制作、プロモーションまでプロジェクト全般をプロデュース。2005年から2007年までは、松竹後援の若手クリエーター育成プロジェクト《C's NEXT》に、鈴木忍（松竹）、渋谷恒一（マスターピース代表・当時）とともにメインプロデューサーとして参加・運営を行う。
2007年より（有）ゴファン・ピクチャーズ代表としての活動に専念、劇場用映画のメイキングといったDVD用の特典映像の制作を中心とした制作業務を開始、同時期には並行してCSチャンネル「ホームドラマチャンネル」向けのTV番組などを制作。
DVD・ブルーレイに関しては、商品企画からディスク・パッケージ制作まで一貫して携わったものも多く、主な作品として「宇宙戦艦ヤマト 復活篇」「十三人の刺客」「一命」「SPACE BATTLESHIP ヤマト」など。
2011年には映画「ケンとメリー」（2013年公開予定）にプロデューサーとして参加し、マレーシアの制作会社と共同での全編マレーシアロケでの撮影を行う。

## フィルモグラフィー

### プロデューサー
1996年
- 薮の中 イメージファクトリー・アイエム … プロデューサー
- APOAPOワールド ジャイアント馬場90分一本勝負 松竹・セディック … プロデューサー

1997年
- 岸和田少年愚連隊　血煙り純情篇 吉本興業 … プロデューサー

1998年
- アンドロメディア andromedia TBS・ライジングプロ … 制作プロデューサー

1999年
- 双生児 GEMINI セディックインターナショナル・丸紅 … プロデューサー
- サラリーマン金太郎 TBS・電通・ケイダッシュ・木下プロ … ライン・プロデューサー

2000年
- ケイゾク/映画 Beautiful Dreamer TBS・角川書店・キングレコード … ラインプロデューサー
- 岸和田少年愚連隊 野球団 岸和田少年野球団 吉本興業・ネオ・クラフト・セディックインターナショナル … プロデューサー

2001年
- 岸和田少年愚連隊カオルちゃん最強伝説 EPISODE1 吉本興業・セディックインターナショナル … プロデューサー
- 連弾 松竹・TBS・博報堂・衛星劇場・IMAGICA … 協力プロデューサー
- シンクロニシティー フェアリーテイル μsite2製作委員会 … プロデューサー
- 完全なる飼育 愛の40日 … プロデューサー

2004年
- GANTZ（ガンツ） -TV Animation- GANTZ Partners … プロデューサー
- ギミーヘブン アートポート・松竹・ユーロスペース・関西テレビ … プロデューサー

2005年
- 楳図かずお恐怖劇場 松竹・衛星劇場・ポニーキャニオンエンタープライズ・小学館 … プロデューサー

2006年
- 猫目小僧 アートポート・松竹 … プロデューサー
- 愛妻日記 松竹・衛星劇場・ポニーキャニオンエンタープライズ … プロデューサー

2007年
- レトルトライフ 松竹 … プロデューサー
- ハイピッチャー 松竹 … プロデューサー
- Flying Baby 文化庁・若手育成プロジェクト … プロデューサー

2011年
- ケンとメリー セディックインターナショナル・電通 … プロデューサー

### 出演
- 時の香り -リメンバーミー-
- ジ、エクストリーム、スキヤキ